# 光果翠雀
光果翠雀（学名：Delphinium grandiflorum var. leiocarpum）为毛茛科翠雀属下的一个变种。

## 扩展阅读
- 維基物種上的相關：光果翠雀